# 김시은 (1887년)
김시은(金時殷, 1887년 10월 10일 ~ 1957년 3월 22일)은 대한민국의 독립운동가이다.

## 생애

### 청년 시절과 일제 시대
본관은 김해(金海)이고 호(號)는 농산(聾山)이다. 아버지는 김봉호(金奉鎬), 친백부는 김시우(金時宇), 5촌 종백부는 김시학(金時學), 5촌 종숙부는 김시범(金時範), 6촌 남동생은 김장환(金章煥)이다.
1908년에서 1909년까지는 잠시 대한제국 제주도 예하 하위 관료직을 지냈으며 그 후 1919년 3월 21일부터 같은 해 3월 24일까지 3일간 전라도 제주군 신좌면 조천리 일대에서 고재륜(高載崙)·김영배(金營培)·김연배(金年培)·황진식(黃鎭式)·김찬용(金燦容)·백응선(白應善)·김운배(金云培)·박두규(朴斗奎)·이문천(李文千)·윤계진(尹桂珍)·김경희(金慶熙)·김필원(金弼遠) 등의 동지들과 함께 조천리에서 조선 독립 만세 운동을 동반 주동하며 제주 "미밑동산"에서 사생을 같이하기로 맹약을 하고, 산 이름도 "만세동산"이라고 고쳐 부르며 제주 만세동산에 제주 신좌면 민중과 함께 모여 독립선언서를 낭독, 독립만세를 외치며 가두 시위 행진을 하였는데, 이 당시 주재소의 지령을 받고 긴급 출동한 수십명의 일제 무장병에 제지 공격을 받아 결국 그의 동지들 가운데 12명이 체포되었다. 그렇지만 그는 그 이튿날에도 다시 시위 군중과 함께 구속된 동지들의 석방을 요구, 조선 독립 만세를 외치면서 그 날 저녁 무렵 시기까지 조선 독립 만세 행진 시위를 계속하였다. 이어 3월 24일 조천리 장날을 맞이하여 다시 수많은 시위 군중을 다시 모이게 하여 독립 만세를 부르짖으며 시가 행진하다가 일제의 무력에 의하여 끝내 체포되었다.
결국 그는 1919년 5월 29일, 경상북도 대구복심법원에서 징역 1년형을 받고 복역 후 1920년 4월에 만기 출감하였다.

### 광복 이후
1945년 광복 이후에는 잠시 제주를 떠나 서울에 머물러 1946년에서 1949년까지 한국독립당 행정위원을 역임하였고 한국독립당 탈당 이후 전라남도 해남에 물러나 있다가 1952년 자유당 행정위원에 보임된 이후 1954년부터 이듬해 1955년까지 자유당 전라남도 해남군지구당 부위원장을 역임하였다.
자유당 이후 1955년 제주도 제주에 다시 귀환하여 별세할 때까지 그곳에 거주하였다. 그리고 1957년에 향년 71세를 일기로 서거하였다.

## 사후
그의 생전 공적을 기리고자 그의 사후 1983년 대한민국 대통령 표창장이 추서되었으며, 1990년 대한민국 건국훈장 애족장이 추서되었다.